# Rubén Espinoza
Rubén Alberto Espinoza Molina (* 1. Juni 1961 in Tomé) ist ein ehemaliger chilenischer Fußballspieler und späterer -trainer. Der Mittelfeldspieler gewann mit dem CSD Colo-Colo die Copa Libertadores 1991 und spielte 30-mal für die Nationalmannschaft Chiles, in der er fünf Tore erzielte.

## Karriere

### Verein
Rubén Espinoza spielte bei einem nationalen Jugendturnier für die Stadtauswahl Cañete und wurde von Alberto Fouillioux, zu der Zeit Trainer des CSD Colo-Colo, entdeckt. Durch die Entlassung des Trainers ging der Außenbahnspieler schließlich zu Universidad Católica. Bei den Cruzados debütierte Espinoza 1979 und gewann 1983 die Copa Chile sowie die Meistertitel der Primera División 1984 und 1987. Bei der Copa Libertadores 1984 erreichte er mit UC die zweite Gruppenphase, scheiterte dort aber am späteren Sieger CA Independiente.
Seine erfolgreichste Zeit erlebte Espinoza beim CSD Colo-Colo, die in den drei Jahren von 1989 bis 1991 drei Meistertitel und zwei Pokalsiege erreichten. Wichtigster Titel seiner Karriere war der Gewinn der Copa Libertadores 1991, als Espinoza beim Finalsieg des chilenischen Klubs über Club Olimpia in Hin- und Rückspiel zum Einsatz kam. Nach dem Jahr wechselte Espinoza nach Mexiko zu CD Cruz Azul, kam allerdings wieder zurück nach Chile, wo er für den CD O’Higgins, leihweise für den Everton und für Unión Española spielte. 1995 kam er noch einmal zu Universidad Católica zurück, mit denen er nochmal die Copa Chile gewinnen konnte. Seine aktive Karriere beendete Espinoza 1996 bei den Richmond Kickers in den USA.

### Nationalmannschaft
Das Debüt in der chilenischen Nationalmannschaft gab Rubén Espinoza im April 1983 beim Freundschaftsspiel im Maracanã gegen Brasilien. Im September desselben Jahres spielte er bei der Copa América 1983, wo ihm beim 5:0-Erfolg über Venezuela das erste Länderspieltor gelang. Dennoch schied Chile hinter Uruguay als Gruppenzweiter aus. Bei der Qualifikation zur Weltmeisterschaft 1986 absolvierte Espinoza drei Partien, allerdings konnte sich Chile nicht für das Endturnier in Mexiko qualifizieren.
Bei der Copa América 1987 spielte Espinoza nur die erste Partie gegen Venezuela, die das Andenteam mit 3:1 gewann. Chile kam bis ins Finale, wo man Uruguay unterlag. Das letzte Turnier des 1,70 m großen Mittelfeldspielers war die Copa América 1991. Hier absolvierte Espinoza wieder die Auftaktpartie, die erneut ein Erfolg über Venezuela war. Chile kam als Gruppenzweiter in die Endrunde und wurde Turnierdritter. Espinoza kam beim 0:0-Unentschieden gegen den späteren Turniersieger Argentinien zum Einsatz. Dies war zugleich sein letztes Länderspiel.

### Trainer
Rubén Espinoza trainierte im Jahr 2001 CD O’Higgins und 2006 Unión San Felipe in der Primera B. 2015 wurde er Sportmanager bei Deportivo Ñublense und half 2017 als Interimstrainer an der Seitenlinie aus.

## Erfolge

### Spieler
Universidad Católica
- Chilenischer Meister (2): 1984, 1987
- Chilenischer Pokalsieger (2): 1983, 1995

CSD Colo-Colo
- Chilenischer Meister (3): 1989, 1990, 1991
- Chilenischer Pokalsieger (2): 1989, 1990
- Copa-Libertadores-Sieger: 1991